# (38376) 1999 RH174
1999 RH174 (asteroide 38376) é um asteroide da cintura principal. Possui uma excentricidade de 0.09383250 e uma inclinação de 3.36135º.
Este asteroide foi descoberto no dia 9 de setembro de 1999 por LINEAR em Socorro.